# Porer (Bale)
Porer je majhen nenaseljen otoček v Jadranskem morju. Pripada Hrvaški.
V državnem programu za zaščito in uporabo majhnih, občasno naseljenih in nenaseljenih otokov ter okoliškega morja Ministrstva za regionalni razvoj in sklade Evropske unije je Porer uvrščen med otoke z manjšo reliefno obliko (kamnine različnih oblik in velikosti). Njegova površina je 2.445 m2. Pripada občini Balama. Nahaja se med rtoma Datula in Barbariga.